# 蓮堤区

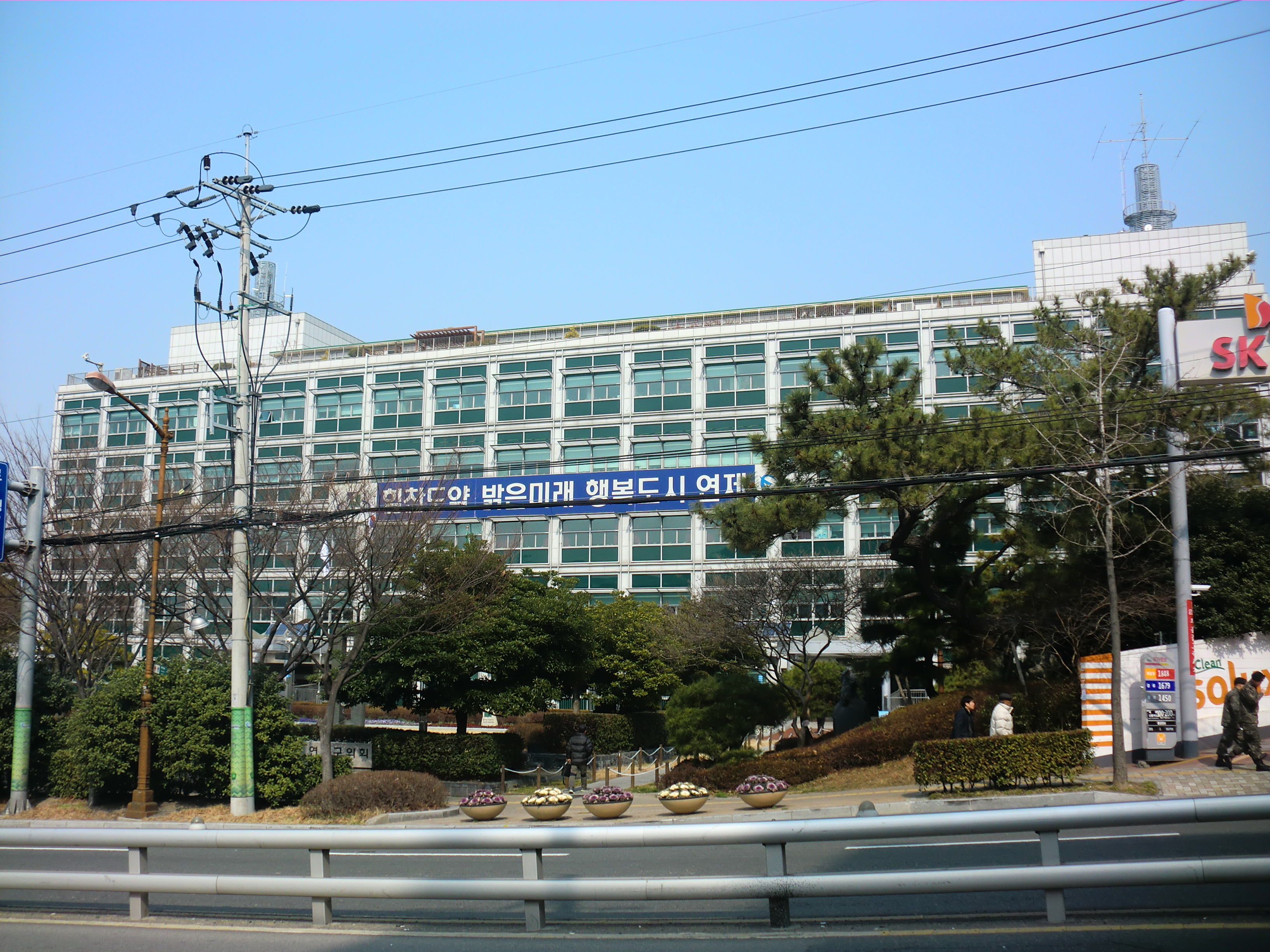
蓮堤区庁

蓮堤区（ヨンジェく）は、大韓民国釜山広域市の区。釜山広域市庁、釜山地方警察庁、釜山消防本部が置かれている。

## 歴史
- 1995年3月1日 - 東萊区から蓮山洞・巨堤洞の区域を分区し、蓮堤区を設置。

## 行政

行政区域図

12の行政洞からなる。
| 行政洞    | 法定洞 |
| --------- | ------ |
| 巨堤第1洞 | 巨堤洞 |
| 巨堤第2洞 | 巨堤洞 |
| 巨堤第3洞 | 巨堤洞 |
| 巨堤第4洞 | 巨堤洞 |
| 蓮山第1洞 | 蓮山洞 |
| 蓮山第2洞 | 蓮山洞 |
| 蓮山第3洞 | 蓮山洞 |
| 蓮山第4洞 | 蓮山洞 |
| 蓮山第5洞 | 蓮山洞 |
| 蓮山第6洞 | 蓮山洞 |
| 蓮山第8洞 | 蓮山洞 |
| 蓮山第9洞 | 蓮山洞 |

### 警察
- 釜山蓮堤警察署
  - 蓮一地区隊
  - 土谷地区隊
  - 巨堤地区隊
  - 蓮山派出所
  - 蓮山1治安センター
  - 蓮山2治安センター
  - 蓮山5治安センター
  - 蓮山8治安センター
  - 巨堤1治安センター
  - 巨堤2治安センター

### 消防
- 釜山消防本部
- 東萊消防署
  - 蓮山119安全センター

## 交通
- 韓国鉄道公社東海線
  - 巨堤ヘマジ駅 - 巨堤駅 - 教大駅
- 釜山都市鉄道1号線
  - 市庁駅 - 蓮山駅 - 教大駅
- 釜山都市鉄道3号線
  - 盃山駅 - ムルマンゴル駅 - 蓮山駅 - 巨堤駅 - 総合運動場駅